# Аркари, Антонио
Антонио Аркари (итал. Antonio Arcari; род. 8 мая 1953, Пральбоино, Италия) — итальянский прелат и ватиканский дипломат. Титулярный архиепископ Кекири с 18 июля 2003. Апостольский нунций в Гондурасе с 18 июля 2003 по 12 декабря 2008. Апостольский нунций в Мозамбике с 12 декабря 2008 по 5 июля 2014. Апостольский нунций в Коста-Рике с 5 июля 2014 по 25 мая 2019. Апостольский нунций в Монако с 25 мая 2019 по 16 мая 2023. 